# Micropogonias manni
Micropogonias manni és una espècie de peix de la família dels esciènids i de l'ordre dels perciformes.

## Hàbitat
És un peix marí, de clima subtropical i bentopelàgic.

## Distribució geogràfica
Es troba al sud-est de l'oceà Pacífic: Xile.

## Observacions
És inofensiu per als humans.